# Hazel Run
Hazel Run és una població dels Estats Units a l'estat de Minnesota. Segons el cens del 2000 tenia 64 habitants.

## Demografia
Segons el cens del 2000, Hazel Run tenia 64 habitants, 27 habitatges, i 18 famílies. La densitat de població era de 32,9 habitants per km².
Dels 27 habitatges en un 29,6% hi vivien nens de menys de 18 anys, en un 55,6% hi vivien parelles casades, en un 11,1% dones solteres, i en un 33,3% no eren unitats familiars. En el 29,6% dels habitatges hi vivien persones soles el 14,8% de les quals corresponia a persones de 65 anys o més que vivien soles. El nombre mitjà de persones vivint en cada habitatge era de 2,37 i el nombre mitjà de persones que vivien en cada família era de 3.
Per edats la població es repartia de la següent manera: un 29,7% tenia menys de 18 anys, un 7,8% entre 18 i 24, un 32,8% entre 25 i 44, un 18,8% de 45 a 60 i un 10,9% 65 anys o més.
L'edat mediana era de 36 anys. Per cada 100 dones de 18 o més anys hi havia 87,5 homes.
La renda mediana per habitatge era de 24.643 $ i la renda mediana per família de 32.813 $. Els homes tenien una renda mediana de 27.500 $ mentre que les dones 18.125 $. La renda per capita de la població era de 17.125 $. Entorn de l'11,8% de les famílies i el 19,4% de la població estaven per davall del llindar de pobresa.

## Poblacions més properes
El següent diagrama mostra les poblacions més properes.